# Douentza
Douentza – miasto w Mali; 8 tys. mieszkańców (2006). Przemysł spożywczy, włókienniczy.